# アンソニー・ディレル
アンソニー・ディレル（Anthony Dirrell、1984年10月14日 - ）は、アメリカ合衆国の男性プロボクサー。ミシガン州フリント出身。元WBC世界スーパーミドル級王者。兄は元IBF世界スーパーミドル級暫定王者のアンドレ・ディレル。

## 来歴

### アマチュア時代
2003年、ナショナル・ゴールデングローブに出場するが2回戦敗退。
2004年、全米選手権に出場するが準決勝で敗退。同年、アテネオリンピック国内予選選考会に出場するが決勝で敗退した。

### プロ時代
2005年1月27日、初回1分20秒TKO勝ちを収めデビュー戦を白星で飾った。
2011年12月2日、チュマッシュ・カジノにてアンドレ・ウォードへの挑戦権を賭けてレーナン・セト・ジェスターと対戦。4回終了間際にダメージを溜めて一気にフィニッシュに行くところで、ジェスターがレフェリーに左肩に異常を訴えそのまま試合終了。4回2分54秒TKO勝ちを収めウォードへの挑戦権獲得に成功した。
2012年5月、オートバイ事故で足と腕を骨折、ブランクを作る。
2013年5月3日、約1年半ぶりの復帰戦を8回判定勝利で飾る。
2013年12月7日、ニューヨークのバークレイズ・センターでポール・マリナッジ対ザブ・ジュダーの前座でWBC世界スーパーミドル級王者サキオ・ビカと対戦したが、12回1-1(112-114、116-110、113-113)の三者三様の引き分けで王座獲得に失敗した。
2014年8月16日、スタブハブ・センター・テニスコートでショーン・ポーター対ケル・ブルックの前座でWBC世界スーパーミドル級王者サキオ・ビカとダイレクトリマッチで再戦し、12回3-0（114-113、116-111、117-110）の判定勝ちで再戦を制し王座獲得に成功した。
2015年4月25日、シカゴのUICパビリオンでWBC世界スーパーミドル級8位のバドゥ・ジャックと対戦。12回0-2（112-116、113-115、114-114）の判定負けを喫し初防衛に失敗、王座から陥落した。
2015年9月6日、テキサス州コーパスクリスティのアメリカン・バンク・センターで元WBC世界ミドル級暫定王者のマルコ・アントニオ・ルビオとスーパーミドル級契約で対戦し、10回3-0（3者とも100-90）の判定勝ちを収めた。
2017年3月5日、バドゥ・ジャックの王座返上に伴うWBCスーパーミドル級王座決定戦の入札が行われ、ディレル擁するTGBプロモーションズが160万3千ドルで興行権を落札、ファイトマネーの分配は、ディレルが72万1350ドル(約8100万円)、カラム・スミスが72万1350ドル(約8100万円)となった(残りの10%は試合勝者の賞金)。スミス擁するマッチルーム・ボクシングの入札額は120万1千ドルだった。しかしこの試合は結局行われなかった。
2019年2月23日、ミネソタ州ミネアポリスのミネアポリス・アーモリーでアブニ・イユリディンと空位のWBC世界スーパーミドル級王座決定戦を行い、アクシデントヘッドバッドで左まぶたを大きくカットしたディレルが試合続行不能となり、10回負傷判定勝ちで王座獲得に成功した。
2019年9月28日、ロサンゼルスのステープルズ・センターにてエロール・スペンス・ジュニアVSショーン・ポーターの前座で、デビッド・ベナビデスと対戦し、9回にディレルのコーナーが棄権の意思を示した為、KO負けで王座防衛に失敗した。
2022年10月15日、ニューヨークのバークレイズ・センターでカレブ・プラントとWBC世界スーパーミドル級挑戦者決定戦を行い、KO負けを喫した。

## 獲得タイトル
- WBC世界スーパーミドル級王座（防衛0）